# Monsieur Hulot nel caos del traffico
Monsieur Hulot nel caos del traffico (Trafic) è un film del 1971 diretto da Jacques Tati.

## Trama
Monsieur Hulot lavora presso la ditta Altra, una compagnia automobilistica parigina. È incaricato di progettare un nuovo veicolo innovativo, creato per fare campeggio, con tutto il necessario per la vacanza, dalla doccia fino al letto portatile. L'azienda ha intenzione di partecipare al salone internazionale di Amsterdam per promuovere il modello. Hulot, insieme ad un camionista e alla responsabile delle risorse umane, si mette in viaggio ma, durante l'itinerario, si susseguono continui contrattempi.

## Produzione
Si tratta dell'ultimo lungometraggio cinematografico redatto da Tati, nonché l'ultima pellicola a mostrare il personaggio di Monsieur Hulot.
Bert Haanstra abbandonò il set a causa di continui litigi con il regista.
Il complesso fieristico, dove sono inscenate le sequenze del salone, è l'Amsterdam RAI.

## Distribuzione
Nato come progetto televisivo, il film fu, successivamente, distribuito nei cinema europei, risultando un flop assoluto.
L'opera è stata riproposta in formato home video ed è presente su piattaforme streaming.
É conosciuto col titolo internazionale Trafic, un neologismo che rimanda alla parola traffic (lett. "traffico" in inglese) e all'omonimo lemma francese (lett. "contrabbando").

## Riconoscimenti
- National Board of Review Awards 1973
  - Lista dei migliori film stranieri